# Blå grottan, Capri

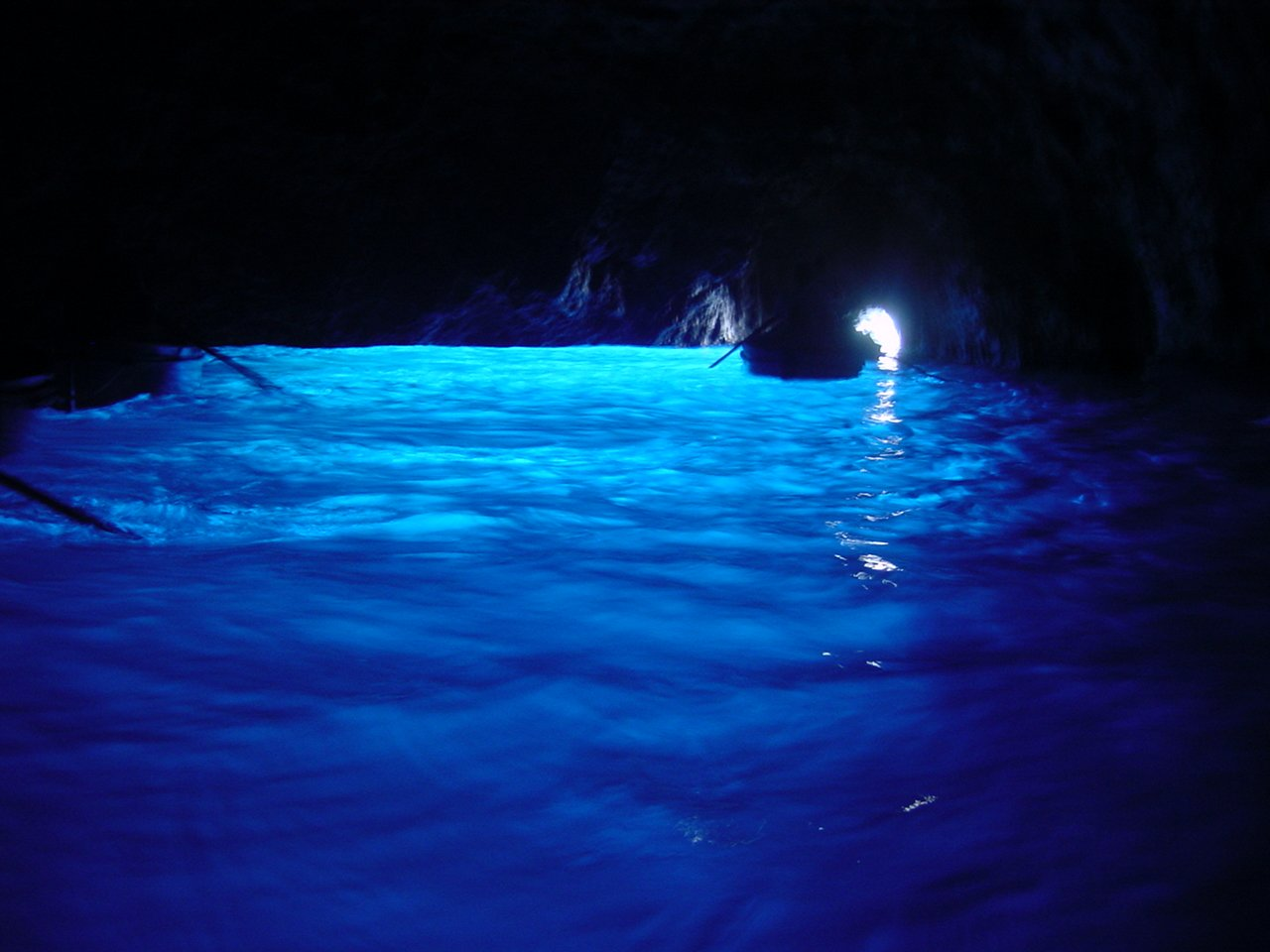
Inne i Blå grottan.

Blå grottan (italienska: Grotta Azzurra) är en havsgrotta belägen på ön Capri i Italien. Grottan är speciell då solljus lyser in i grottan genom havsvattnet, vilket får grottan att skimra i ett blått ljus. Grottan användes för bad under romartiden och är idag en turistattraktion.